# Manfred Krauß
Manfred Krauß (* 1939) ist ein deutscher Professor für Informationstechnik und ehemaliger Rektor der Technischen Universität Chemnitz.

## Leben
Manfred Krauß studierte von 1957 bis 1963 Regelungstechnik an der Hochschule für Maschinenbau Karl-Marx-Stadt. Anschließend arbeitete er als wissenschaftlicher Assistent am dortigen Institut für Elektrotechnik.
Im Jahr 1967 promovierte er mit dem Thema: Beitrag zur Theorie der Optimierung gestörter linearer Übertragungskanäle : Unter Berücksichtigung der  optimalen Informationsübertragung. Seine Habilitationsschrift 1970 hatte das Thema: Zu einigen Problemen der Übertragung kontinuierlicher Information über gestörte lineare Systeme.
Von 1974 bis 1977 arbeitete Krauß in leitenden Funktionen im VEB Buchungsmaschinenwerk Karl-Marx-Stadt. 1977 wurde er zum Professor für Informationstechnik / Signal- und Systemtheorie berufen. Ab 1978 fungierte er als Direktor der Sektion Informationstechnik. Manfred Krauß war von 1982 bis 1989 Rektor der TH Karl-Marx-Stadt. In seine Amtszeit fällt die Verleihung des Status einer Technischen Universität im Jahr 1986.
Am 10. Juli 1989 wurde Krauß zum Ehrensenator der TU Chemnitz ernannt.
Im Jahr 1991 schied Manfred Krauß aus dem Hochschuldienst aus.

## Schriften
- Manfred Krauß, Ernst Kutschbach, Eugen-Georg Woschni: Handbuch Datenerfassung. 3. Auflage, Verlag Technik Berlin, 1988, ISBN 3-341-00516-1.
- Eugen-Georg Woschni, Manfred Krauß: Informationstechnik Arbeitsbuch. Signal, System, Information. Hüthig, 1976, ISBN 3-7785-0358-8.
- Manfred Krauß, Eugen-Georg Woschni: Meßinformationssysteme. Kennfunktionen, Gütekriterien, Optimierung. Verlag Technik Berlin, 1975.